# Броан, Огюстина-Сюзанна
Огюстина Сюзанна Броа́н (фр. Augustine-Suzanne Brohan; 22 января 1807, Париж — 16 августа 1887, Фонтене-о-Роз) — французская актриса.

## Биография
В возрасте одиннадцати лет поступила в Консерваторию, училась у Жозефа-Исидора Самсона, получила вторую премию за комедию в 1820 году и первую в 1821 году. Играть на сцене начала в провинциальных театрах (Тур, Орлеан, Сомюр, Анже), дебютировав на парижской сцене в театре «Одеон» 30 мая 1823 года в роли Дорин в «Тартюфе». Однако в этом театре она не смогла найти себя и вскоре покинула его, вернувшись в провинцию, не ставя во главу угла больший заработок. Выступала в Руане и Бордо, но затем всё-таки вернулась в Париж, вновь в театр «Одеон», где снова вышла на сцену 4 апреля 1827 года.
Благодаря своим успехам она впоследствии была принята в труппу Комеди Франсез, где дебютировала 15 февраля 1834 года в ролях Мадлон в «Смешных жеманницах» и Сюзанны в «Женитьбе Фигаро». Эти роли пользовались большим успехом, однако Броан вскоре вернулась к ролям в водевилях. В 1842 году ушла со сцены по причине проблем с гортанью.